# Instituto de Biofísica Carlos Chagas Filho
O Instituto de Biofísica Carlos Chagas Filho (IBCCF) é um órgão suplementar da Universidade Federal do Rio de Janeiro (UFRJ), criado em 1945 pelo notável cientista Carlos Chagas Filho. Localiza-se no prédio do Centro de Ciências da Saúde (CCS), na Cidade Universitária, Rio de Janeiro.
Como visão, o IBCCF, adota a seguinte frase de seu célebre pesquisador:
| “ | Na Universidade se ensina porque se pesquisa. | ” |

.